# Општина Граничери (Арад)
Граничери (рум. Grăniceri) општина је у Румунији у округу Арад.
Oпштина се налази на надморској висини од 91 m.